# 吳高
吳高（?—?），明朝军事将领，吳良之子。

## 生平
吳高早年在山西、北平、河南等地练兵，曾率部队征讨百夷。洪武二十八年（1395年），因罪调任广西，去征讨土司趙宗壽。
燕王朱棣起兵叛變，稱為靖難之役，吳高镇守遼東，与楊文数次进攻永平。朱棣说：“吳高虽然胆小，但是做事缜密。杨文则有勇无谋，除掉吴高，杨文就无能为力了。”于是采用离间计，於是寫了两封信，一盛赞吳高、一贬低楊文，卻故意把兩封信對調寄給兩人。兩人得到書信，俱上呈朝廷。建文帝知道后生疑，把吳高削爵贬到广西，只剩楊文獨自鎮守遼東，后来果然败了。後來燕王朱棣入金陵應天府，稱帝，改元永乐。
永乐初期，吳高再次被起用镇守大同，上言守卫边疆的策略。永乐八年，朱棣北征回师，吳高称病不上朝，被弹劾废为庶人。
洪熙元年，明仁宗看到他的名字，說：“吳高过去经常对我无礼，贬他去海南。”当时吳高已死，其親人遭到流放，后遇到大赦得釋。宣德十年（1435年），其子吳升求繼承爵位，朝廷不許。